# 12歳。
『12歳。』（じゅうにさい）は、まいた菜穂による日本の漫画。『ちゃお』（小学館）にて2012年9月号から2019年11月号まで連載された。単行本は全20巻。
関東にある小学校を舞台としており、その学校の6年2組のカップルたちの学校生活を中心に12歳の淡い恋と友情を描いている。2013年には辻みゆきによってノベライズされ、『ちゃお』2014年5月号で付録DVDとしてアニメ化された。
『ちゃお』2016年3月号にて、テレビアニメ化が発表され、『12歳。〜ちっちゃなムネのトキメキ〜』（じゅうにさい ちっちゃなムネのトキメキ）のタイトルで第1期が2016年4月から6月、第2期が10月から12月まで放送された。
2019年、第64回小学館漫画賞児童向け部門を受賞した。

## あらすじ
大人でもない、子供でもない…。子供の小学6年生、綾瀬花日と蒼井結衣と相原カコの学校生活を中心に淡い恋愛模様、友情を描いたセンチメンタルストーリー。
花日編
リコーダーの練習中、偶然にも担任達のキスを目撃してしまった高尾優斗と綾瀬花日はその場の雰囲気に流されキスしてしまう。クラスで一悶着起きるも、それ以来カレカノになった2人。しかし、浜名心愛に邪魔されたり、エイコー達にからかわれたり好きなようにやられ放題。そして更には東京からの転校生・堤歩が登場する。だが、お互いのことを想いながら毎日生活している。
結衣編
喧嘩友達の桧山一翔とは恋なんてあり得ないと思っていた蒼井結衣。ある日、お母さんの形見の鍵を見つけてくれた桧山に徐々に恋心を抱いていく蒼井。そしてカレカノになった蒼井と桧山だが、三上稲葉の登場や気持ちのすれ違いが続く。だが、お互いを想いながら毎日生活している。
カコ編
内気で、非常に男が苦手な相原カコ。親友・今村想楽に「隣のクラスの小日向太陽が自分を好き」という噂を聞く。噂は勘違いだったがカコは小日向に好意を抱き、いつか告白することを決意する。

## 登場人物
声優は、OVA・ゲーム「ほんとのキモチ」 / テレビアニメ・ゲーム「恋するDiary」「とろけるパズル・ふたりのハーモニー」として
1つしか表記がない場合は共通する。更にボイスコミックの担当声優がいる場合は括弧書きで記述している。演は実写版とする。
綾瀬 花日（あやせ はなび）
声 - 加隈亜衣 / 演 - 田口乙葉
本作の主人公の一人。明るく子供っぽい性格の小柄な小学6年生の少女。渋谷蓮曰く「目が離せない小動物系女子」。長いストレート髪を毎回違うヘアゴムでツインテールにしているのが特徴。喜怒哀楽が激しく、その時の反応でツインテールの髪が動く。最初はよく男子にからかわれ恋愛に奥手だったが、クラスメイト・高尾優斗の優しさに惹かれカレカノになる。小柄で童顔な大学生の兄・綾瀬陽日がいる。正義感が強く、困っている人を見た際には自ら率先して助けに行くことが多い。他人を気遣う優しさを持つが、天然な一面も持ち合わせており無意識にあざとく、思わせぶりな言動をとる場合が多い。良くも悪くも素直で愚直。実は料理下手。うさパンダというキャラクターの大ファンで、よくグッズを持ち歩いている。
蒼井 結衣（あおい ゆい）
声 - 春野ななみ・木村珠莉・宮原颯希（ボイスコミック版） / 演 - 山田杏奈
本作の主人公の一人。美人系で大人っぽい容姿をした少女で塾に通っており、勉強もできる。塾に通う前はピアノ教室に通っていたのでピアノも上手い。ボブヘアーの左上に毎回違うブローチをしているのが特徴。正義感が強く、男子の仲裁をしている。しっかり者でよく花日の面倒を見ている。周りからは「大人っぽい、お母さんっぽい」と言われている。背が高いのがコンプレックスである。桧山一翔と交際中だが、恋愛には非常に奥手である。同世代の中ではかなり胸が大きく発育がいい上にスタイル抜群。高所恐怖症で、暗い所も苦手でショックを受けた時にはモアイの石像の姿になってしまう。母は小学三年生の頃に他界しており現在は仕事でよく家を空ける父とマンションで2人暮らしである。桧山の親からは気に入られている一方、父は彼氏がいることを知ってショックを受けている。先生からは中学校受験を勧められていたが、地元の中学校に進学し、サッカー部のマネージャーを務めている。
高尾 優斗（たかお ゆうと）
声 - 斉藤壮馬 / 演 - 福崎那由他
綾瀬のクラスメイトで彼氏。運動も勉強もでき、優しくて面倒見がよく、容姿も大人びている長身の男子で、人気が最も高い。照れる際は手の甲で口元を隠したり、首筋を掴む癖がある。綾瀬と付き合い始めてからは、わざと恥ずかしいセリフを言わせたり、名前を呼んで欲しい綾瀬に気付いていないフリをするなど、危ない一面が多く見られる。5年生時は恋愛に興味を持たず、退屈な日々を過ごしていたが、くだらない事がきっかけで綾瀬に興味を抱き、彼女のまっすぐな一面に惹かれていく。桧山の親友で一緒にいることが多く、よく互いの彼女のことを相談している。中学校受験し、地域では有名な進学校・海誠中学校に進学する。
桧山 一翔（ひやま かずま）
声 - 井口祐一・堀江瞬 / 演 - 相澤侑我
やや乱暴で口が悪いが、実際は仲間想いな性格で努力家の男子。綾瀬とは1年生のときからのクラスメイト。身長は蒼井より5mm小さい。蒼井とは元喧嘩友達で、5年生の時に蒼井が母の日に描いた絵を見て泣いている様子を目撃し、その時からずっと彼女のことを気に掛けており晴れてカレ・カノになる。何事にも一生懸命だが不器用で口下手な所があるため蒼井に上手く気持ちを伝えることが出来ず誤解を招いてしまうが、蒼井を助けるためならどんな困難もいとわない性格。大人っぽい性格である蒼井や高尾に対して子供っぽい性格である自分自身に引き目を感じ、蒼井への申し訳なさや悩みを感じることもしばしばある。背は高くないが運動神経が抜群で高尾と同じく容姿もいいため、高尾の次に女子人気が高い。彼は蒼井以外の女子にはあまり興味を示さないため、他の女子のアタックには困惑気味。家は銭湯であり、彼自身もよく店の手伝いをしている。家に居る幼い弟の世話などもしている。怒ると蟻食のような姿になり、男子も退くほど怖い。高尾の親友で一緒にいることが多く、よく互いの彼女のことを相談する仲。中学校ではサッカー部に所属し、全国大会出場を目指して部活動終了後によく自主練習に取り組んでいる。
小倉 まりん（おぐら まりん）
声 - 牧口真幸 / 演 - 鮫島彩華
綾瀬と蒼井の親友。頭の上のおだんごヘアが特徴。大人ぶった性格のませている女子で、恋愛のテクニックについてよく綾瀬と蒼井にアドバイスをしている。教室の中に「まりんの部屋」と称する恋愛相談室を開設し、女子達の前でえらそうに恋愛論を語っているが、その知識はどれも姉の受け売りで、彼女自身の恋愛経験は皆無。本人によると、高尾、桧山、堤歩を除く同世代の男子は子供っぽくて恋愛の対象外だという。しかし男子人気はある模様。
浜名 心愛（はまな ここあ）
声 - 原紗友里 / 演 - キッド咲麗花
6年2組の女子のボス的存在。軽くウェーブのかかったミディアムヘアの髪型と、つり上がった目が特徴。ピアノと演劇が得意。かなりの美形で6年2組内での男子からの人気は最も高くとてもモテるが、自己中心的な性格で、計算高く男子や先生の前ではぶりっ子しており、高尾や桧山、堤から呆れられている。我儘で自己中心的な行動や嘘をつく。高尾に一途だが高尾からはのらりくらりと交わされている。小学三年生の頃からずっと高尾のことが好きで、綾瀬とは対立している。邪魔な綾瀬をどうにかしようと企て、堤や渋谷に協力を持ちかけているものの、どれも失敗に終わっている。
堤 歩（つつみ あゆむ）
声 - 柿原徹也
東京から6年2組に転校してきた男子。視線が鋭く冷徹だが、仲間想いな一面もある。東京にいた頃はダンス教室に通っていて、その場を圧倒できるほど上手い。綾瀬とは幼稚園の元クラスメイトであり、よく綾瀬をいじめていた。しかし、少しずつ綾瀬に好意を抱き始め、アタックを試みるも玉砕した。その後は高尾と綾瀬の仲を少しずつ応援しているようであり、高尾との関係に関する事で綾瀬にアドバイスをしたり悩み事を聞いたりしている。また委員長やエイコーには兄貴のように慕われているが、本人は困惑している。幼稚園時代は周囲から「帝王」と呼ばれていた。彼も男子の中では高尾や桧山に負けない位に容姿が良くクラスの女子に人気が高く蒼井も赤面しているほどである。
三上 稲葉（みかみ いなば）
声 - 田丸篤志・立花慎之介
蒼井と同じ塾に通っている男子。蒼井に好意を持っており、蒼井に彼氏（桧山）がいることを知りながらもあきらめ切れずにアタックし続けているため、桧山と仲が悪い。蒼井に恋愛感情を抱くまでは不特定多数の女子に好かれようとする“チャラ男”だったが、友達を助けるために塾教師と正面から口論する“熱い漢”な一面もある。「稲葉」は名字ではなく名前だが、作中では同じ塾に三上さんと呼ばれる女子生徒がいるためか、「稲葉」または「稲葉君」と呼ばれ、名字で呼ばれることは全くない。
森 健太（もり けんた）
声 - ランズベリー・アーサー / 演 ‐森海哉
蒼井たちのクラスメイト。蒼井に告白するもきっぱりと断られたが、彼女のことをからかったことから桧山の怒りを買い喧嘩沙汰になる。
ドラマ版ではメインキャラクターの扱いになっている。また、ドラマ版では修学旅行時に蒼井に振られたため上記のケンカの描写はない。
エイコー
声 - 渡辺拓海・岡野友佑（ボイスコミック版） / 演 - 田澤準
綾瀬たちのクラスメイト。本名は狩野トモアキ。クラスのお調子者で、上記2カップルの行動を記した「カレカノ新聞（語録）」と称する学級新聞のようなものを勝手に作り、教室の壁を独占している。母親（声 - 佐藤はな）からはトモアキ（漢字不明）と呼ばれている。
ドラマ版では「田中」という名前で登場する。
委員長
声 - 秋保圭佑・新田杏樹（ボイスコミック版） / 演 - 阿久津秀寿
6年2組の学級委員長。本名は鈴木学。デフォルメされた坊ちゃん刈りの髪型で、常に不透明なメガネをかけており、素顔は謎。なぜかいつもエイコーと一緒に行動している。恥ずかしがり屋のためアニメでは一切喋らなかった（自分の言いたい事が書いてある札をあげるのみだった）が、合唱コンクールの際に綾瀬と浜名が言い争っているときに初めて「やめろ！」と叫び、学級委員長らしくクラスメイトを鼓舞している。
ドラマ版では「佐藤」という名前で登場する。
清水 友也（しみず ともや）
声 - 村田太志・上西哲平（ボイスコミック版）
綾瀬たちのクラスメイト。エイコーと同じくクラスのお調子者で、エイコーおよび委員長と一緒に「カレカノ新聞」を作ることに情熱を燃やし、綾瀬や蒼井から嫌がられている。この他にもエイコーの仲間として、リューキというアフロヘアーの男子と、山本という肥満体の男子が登場することがある。
綾瀬 陽日（あやせ ひなた）
声 - 代永翼
綾瀬の兄で大学生。妹想いの優しい性格。高尾と綾瀬が付き合っていることを知り反対するが、2人が本気だということを知り、交際を認める。
渡辺 ゆうな（わたなべ ゆうな）
声 - 高橋杏奈
アニメ版のみ登場。綾瀬たちのクラスメイト。合唱コンクールの時に仲良しの加藤かのんと山田あんずと離れ喧嘩していたが、和解してまた仲良しになる。茶髪のショートが特徴。
加藤 かのん（かとう かのん）
声 - 下地紫野
アニメ版のみ登場。綾瀬たちのクラスメイト。合唱コンクールの時に仲良しの渡辺と離れて一時喧嘩していたが、和解し再び仲良く生活するようになる。綾瀬が悩んでいるときに小倉の真似で「かのんの部屋」をやったことがある。黒髪のボブが特徴。
山田 あんず（やまだ あんず）
声 - 井澤美香子
アニメ版のみ登場。綾瀬たちのクラスメイト。合唱コンクールの時に仲良しの渡辺と離れて一時喧嘩していたが、和解し再び仲良く生活するようになる。茶髪でおさげなのが特徴。
お姉（おねえ）
小倉の姉で、綾瀬たちが通う小学校の卒業生。本名は不明。噂によると、男性経験が非常に豊富で、小学生時代に地元の男子小学生を全て虜にした経歴から「ハンター」と異名を付けられていたという。しかし、付き合った男子はどれも長続きせず、「彼氏は日替わり」とも言われているらしい。本人は本編に登場していないが、彼女の恋のかけひきやテクニックがよく小倉の口から語られている。
相原 カコ（あいはら カコ）
声 - 小澤亜李（ボイスコミック版も担当）
「12歳〜ウワサ〜」から登場する6年1組の可愛い系の少女。ミディアムヘアーで左前髪にリボンのヘアピンをしている。非常に内気で人見知りが激しく、男子に対して過剰な苦手意識がある。声が小さくコミュニケーションが苦手でいつもクラスメイトで親友の今村想楽に助けられてばかりで、周りからも「想楽が居なければ何も出来ない」とまで言われているが、とても優しい性格で想楽はそれには助けられているらしい。運動音痴で走るのも遅い。比較的には蒼井とも仲良し。今村から2組の小日向太陽が自分を好きという噂を聞き、噂の真偽を確かめるべく彼に近づき仲良くなる。しかし噂が間違いだったことにショックを受けると同時に、小日向を好きになっていたことに気付き、いつか告白することを決意した。そして小日向に告白しカレカノとなる。
今村 想楽（いまむら そら）
声 - 沼倉愛美 / 向井莉生（ボイスコミック版）
カコのクラスメイトで一番の友人。やや短めのポニーテールの髪型が特徴。相原とは対照的に社交的かつ行動派で世話焼きな性格。いつも内気なカコが想楽を頼っているだけのように見えるが、実は自身も相原の優しさに救われているという。噂好きで、よく噂話を仕入れてはクラスメイトの女子たちに話している。クラスメイトの男子・皆見瑛太に好意を抱いていたが、皆見が相原を好きと気づき一時期は相原を拒絶するも自らの失恋を受け入れる。
小日向 太陽（こひなた たいよう）
声 - 花江夏樹（ボイスコミック版も担当）
丸顔に大きい目が特徴の小柄な男子。綾瀬たちのクラスメイト。優しく人懐っこい性格で、内気な相原の心を開くほど、誰に対してもフレンドリーな一面をもつ。相原のことが好きと噂されたことがあるが、相原を好きなのは彼の友人だった。だが彼も相原との交流を続けるうちに彼女に惹かれ始めている節がある。そして皆見に相原のことを好きといい、相原とカレカノになる。コタローという脱走癖のある大型犬とコタローの子供数匹を飼っている。
皆見 瑛太（みなみ えいた）
声 - 内田雄馬 / 近衛秀馬（ボイスコミック版）
相原のクラスメイトで、小日向の友人。長身でスタイルが良く、クールで大人びた性格から女子生徒たちの人気は高いが、本人は女子に対してあまり愛想が良くない。ただし、決して情が薄いわけではなく、今村や相原が本当に困っている時にはさりげなく助け船を出すこともある。想楽から想いを寄せられているが、本人は相原が好き。自らの気持ちを伝えるつもりはない。
渋谷 蓮（しぶや れん）
高尾が通っている塾のクラスメイト。私立小学校に通っている。外見上は親切だが、ナルシストな性格で意地悪な一面がある。浜名からの依頼で綾瀬と高尾を別れさせる計画の協力者となったが、誰にでも優しい綾瀬に好意を抱くようになる。浜名の本性を見抜きながらも、利害の一致から彼女と関係を持ち続けていたが、最終的には仲間割れを起こした上に高尾からも手痛い報復を受ける結果となった。
うさパンダ
本作のマスコットキャラクター。見た目はウサギだが、パンダのようなまだら模様があるのが特徴。特に綾瀬が大ファンで、このキャラクターの関連グッズを持っていることが多い。テレビアニメ化に伴い、着ぐるみバージョンも登場し2016年のゆるキャラグランプリ企業・その他部門にエントリーした。
作者の次作『大人はわかってくれない。』でも主人公・小柴紬の祖父が経営し、小柴の母が土曜日・日曜日にアルバイトをしているピザ屋（PizzaCap）のマスコットキャラクターとして登場している。

## 書誌情報

### コミックス
- まいた菜穂 『12歳。』小学館 〈ちゃおコミックス〉、全20巻
  1. 2013年3月1日発売、ISBN 978-4-09-135147-0
  2. 2013年7月1日発売、ISBN 978-4-09-135539-3
  3. 2013年11月29日発売、ISBN 978-4-09-135605-5
  4. 2014年7月1日発売、ISBN 978-4-09-136276-6
  5. 2014年10月30日発売、ISBN 978-4-09-136598-9
  6. 2015年2月27日発売、ISBN 978-4-09-136730-3
    - 限定版BOX（2015年2月25日発売）、ISBN 978-4-09-941854-0

  7. 2015年7月24日発売、ISBN 978-4-09-137525-4
    - アニメDVD・生写真付き限定版BOX（2015年7月22日発売）、ISBN 978-4-09-941859-5

  8. 2015年12月25日発売、ISBN 978-4-09-138206-1
    - 限定版BOX（2015年12月22日発売）、 ISBN 978-4-09-941864-9

  9. 2016年4月27日発売、ISBN 978-4-09-138324-2
    - 限定版BOX（2016年4月25日発売）、ISBN 978-4-09-941870-0

  10. 2016年11月29日発売、ISBN 978-4-09-138810-0
    - 限定版BOX（2016年11月25日発売）、ISBN 978-4-09-941883-0

  11. 2017年3月1日発売、ISBN 978-4-09-138879-7
    - カレンダー付き限定版（2017年3月1日発売）、ISBN 978-4-09-159242-2

  12. 2017年7月21日発売、ISBN 978-4-09-139450-7
    - 缶バッジ付き限定版（2017年7月19日発売）、ISBN 978-4-09-941895-3

  13. 2017年11月29日発売、ISBN 978-4-09-139597-9
    - アクリルキーホルダー付き限定版（2017年11月27日）、ISBN 978-4-09-943004-7

  14. 2018年3月30日発売、ISBN 978-4-09-870050-9
    - 13か月カレンダー付き限定版（2018年3月28日発売）、ISBN 978-4-09-943014-6

  15. 2018年8月1日発売、ISBN 978-4-09-870196-4
    - サマーマステ＆ミラー付き限定版（2018年8月1日発売）、ISBN 978-4-09-943024-5

  16. 2019年2月27日発売、ISBN 978-4-09-870328-9
    - 腕時計＆サイン入り生写真付き限定版（2019年2月27日発売）、ISBN 978-4-09-943041-2

  17. 2019年7月1日発売、ISBN 978-4-09-870581-8
    - ブック型ふせん＆缶バッジ2個付き限定版（2019年7月1日発売）、ISBN 978-4-09-943053-5

  18. 2019年10月31日発売、ISBN 978-4-09-870644-0
    - 限定版（2019年10月29日発売）、ISBN 978-4-09-943056-6

  19. 2019年12月24日発売、ISBN 978-4-09-870732-4
    - 限定版（2019年12月26日発売）、 ISBN 978-4-09-943060-3

  20. 2020年7月1日発売、ISBN 9784-09-871083-6

### 小説
- 辻みゆき 『12歳。』小学館 〈小学館ジュニア文庫〉、全8巻
  1. 2013年12月11日発売、ISBN 978-4-09-230748-3
  2. 2014年3月24日発売、ISBN 978-4-09-230755-1
  3. 2014年7月1日発売、ISBN 978-4-09-230768-1
  4. 2015年1月21日発売、ISBN 978-4-09-230786-5
  5. 2015年6月30日発売、ISBN 978-4-09-230825-1
  6. 2016年6月22日発売、ISBN 978-4-09-230875-6
  7. 2016年11月30日発売、ISBN 978-4-09-230899-2
  8. 2017年3月24日発売、ISBN 978-4-09-231153-4
- 綾野はるる 『12歳。アニメノベライズ』小学館 〈小学館ジュニア文庫〉、全8巻
  1. 2016年5月25日発売、ISBN 978-4-09-230872-5
  2. 2016年6月22日発売、ISBN 978-4-09-230873-2
  3. 2016年7月27日発売、ISBN 978-4-09-230877-0
  4. 2016年8月24日発売、ISBN 978-4-09-230886-2
  5. 2016年10月19日発売、ISBN 978-4-09-230890-9
  6. 2016年11月30日発売、ISBN 978-4-09-230891-6
  7. 2016年12月20日発売、ISBN 978-4-09-231135-0
  8. 2017年1月25日発売、ISBN 978-4-09-231136-7

### 関連書籍
- まいた菜穂 『12歳。10.5 公式ファンブック』2016年12月27日発売、ISBN 978-4-09-138857-5
- まいた菜穂 『12歳。19.5 公式ファンブック』2020年4月30日発売、ISBN 978-4-09-871037-9

## OVA
『ちゃお』2014年5月号より付属されているDVD「ちゃおちゃおTV!」に収録。キッズステーションの『ちゃおちゃおTV!ステーション』枠でも放送されている。
2018年よりYouTube公式チャンネル『ちゃおチャンネル』にて全話無料公開中。

### スタッフ（OVA）
- 原作 - まいた菜穂
- 監督 - 大宙征基
- キャラクターデザイン - 荻原しょう子、中野彰子
- 美術監督 - 榛名恭子、楠元裕也、小原志野
- 色彩設計 - 大野嘉代子
- 撮影監督 - 坪内弘樹、河本慧、河合有紀子
- 編集 - 小峰博美、藤本理子
- 音響監督 - 伊藤巧
- アニメーション制作 - SynergySP、アセンション
- 制作 - 小学館集英社プロダクション
- 制作著作 - 小学館

### 主題歌（OVA）
「恋の12歳」
作詞・作曲 - 大越香里 / 編曲 - CANDYBOY / 歌 - うたたねこ歌劇団

### 各話リスト（OVA）
| 話数  | サブタイトル       | コンテ   | 作画監督     | 『ちゃお』収録号 |
| 第1期 | 第1期              | 第1期    | 第1期        | 第1期            |
| ----- | ------------------ | -------- | ------------ | ---------------- |
| 第1話 | キス・キライ・スキ | 大宙征基 | 荻原しょう子 | 2014年5月号      |
| 第2話 | ヒミツ             | 門司港一 | 小野彰子     | 2014年8月号      |
| 第3話 | コクハク age1      | 大宙征基 | 出口和人     | 2014年10月号     |
| 第4話 | コクハク age2      | 大宙征基 | 金正男       | 2014年11月号     |
| 第5話 | コクハク age3      | 大宙征基 | 金正男       | 2014年12月号     |
| 第6話 | クリスマス         | 大宙征基 | 金正男       | 2015年1月号      |
| 第7話 | ハジマリ           | 大宙征基 | 金正男       | 2015年2月号      |
| 第8話 | ナマエ             | 大宙征基 | 金正男       | 2015年2月号      |
| 第2期 |                    |          |              |                  |
| 第1話 | boy friend age1    | 大宙征基 | 荻原しょう子 | 2015年8月号      |
| 第2話 | boy friend age2    | 大宙征基 | 荻原しょう子 | 2015年10月号     |
| 第3話 | boy friend age3    | 大宙征基 | 荻原しょう子 | 2015年11月号     |
| 第4話 | boy friend age4    | 大宙征基 | 荻原しょう子 | 2016年1月号      |

## テレビアニメ
『12歳。〜ちっちゃなムネのトキメキ〜』（じゅうにさい ちっちゃなムネのトキメキ）のタイトルで2016年4月より12月までTOKYO MX・AT-Xほかにて放送された。6月までファーストシーズンを放送し3ヶ月の再放送後、同年10月から12月までセカンドシーズンが放送された。
テレビアニメの放送に合わせて、タカラトミーから各種キャラクターグッズが発売されている。

### スタッフ（テレビアニメ）
- 原作 - まいた菜穂
- 監督 - 大宙征基
- 助監督 - 羽原久美子
- シリーズ構成 - 坪田文
- キャラクターデザイン - 萩原しょう子
- 美術設定 - 海津利子
- 美術監督 - 吉田美千子
- 色彩設計 - なかむらちほ
- 撮影監督 - 山越康司
- 編集 - 小守真由美
- 音響監督 - たなかかずや
- 音楽 - 岩﨑元是
- 音楽プロデューサー - 穴井健太郎、大隅啓良
- プロデューサー - 佐々木礼子、伊藤香織、鵜飼利恵、古市直彦、神田亮太、松野仁美（第1話 - 第12話）、大山満帆・松田章男（第13話 - ）、南寛将、穴井健太郎、木村賢勇
- アニメーションプロデューサー - 櫻井涼介
- アニメーション制作 - オー・エル・エム
- 制作 - 小学館集英社プロダクション
- 製作 - アニメ「12歳。」製作委員会［小学館、小学館集英社プロダクション、東京メトロポリタンテレビジョン、オー・エル・エム、ジェイアール東日本企画、タカラトミー、ワーナー・ブラザース ホームエンターテイメント（第13話 - ）、エー・ティー・エックス、日本コロムビア、サンテレビ］

### 主題歌（テレビアニメ）
オープニングテーマ
「Sweet Sensation」（第1話 - 第12話）
作詞 - 渡部紫緒 / 作曲・編曲 - 持田裕輔 / 歌 - 村川梨衣
「あのね、キミだけに」（第13話 - 第24話）
作詞・作曲 - 三浦誠司 / 編曲 - 渡辺拓也 / 歌 - A応P

エンディングテーマ
「Cotona MODE」（第1話 - 第12話）
作詞 - Satomi / 作曲 - 南利一 / 編曲 - 佐々木裕 / 歌 - A応P
「勇気のつばさ」（第13話 - 第24話）
作詞 - 柚木美祐 / 作曲 - 池毅 / 編曲 - 岩﨑元是 / 歌 - Machico

### 各話リスト
| 話数               | サブタイトル       | 脚本               | 絵コンテ           | 演出                  | 作画監督                                          | 総作画監督            |
| ファーストシーズン | ファーストシーズン | ファーストシーズン | ファーストシーズン | ファーストシーズン    | ファーストシーズン                                | ファーストシーズン    |
| ------------------ | ------------------ | ------------------ | ------------------ | --------------------- | ------------------------------------------------- | --------------------- |
| 第1話              | キス・キライ・スキ | 坪田文             | 大宙征基           | 中川航                | 高橋はつみ、九鬼朱 郷津春奈、本田隆               | 萩原しょう子          |
| 第2話              | コクハク           | 坪田文             | 辻初樹             | 藤本義孝              | 吉田肇                                            | 萩原しょう子          |
| 第3話              | Wデート            | 赤尾でこ           | 大宙征基           | 浅見松雄              | 九鬼朱、飯飼一幸、木下由美子                      | 郷津春奈              |
| 第4話              | トライアングル     | 早坂律子           | 吉村文宏           | 浅見松雄              | 佐野陽子、桜井木の実、林隆祥 九鬼朱、木下由美子   | 池田裕治              |
| 第5話              | バースデイ         | 佐々木なふみ       | 大原実             | 藤本義孝              | 吉田肇、Song Hyu Nju Song Min Ju、Park Hye Ran    | 萩原しょう子          |
| 第6話              | ボーイフレンド     | 坪田文             | 川崎逸朗           | いわたかずや          | 桜井木の実、佐野陽子、中村純子 田中穣、武内啓     | 郷津春奈              |
| 第7話              | ハジマリ           | 佐々木なふみ       | 辻初樹             | 藤井康晶              | 本田隆、飯飼一幸、中山裕美                        | 池田裕治              |
| 第8話              | ナマエ             | 早坂律子           | 藤本義孝           | 藤本義孝              | 吉田肇、Song Hyeon Ju                             | 萩原しょう子          |
| 第9話              | トモダチ           | 坪田文             | 山田浩之           | 関田修                | 飯飼一幸、桜井木の実 吉村恵、白崎詩織             | 郷津春奈 池田裕治     |
| 第10話             | オリヒメヒコボシ   | 赤尾でこ           | 大宙征基           | いわたかずや 小高義規 | 佐野陽子、中村純子、田中穣 たなかれい、桜井木の実 | 池田裕治              |
| 第11話             | ナツコイ           | 有賀ひかる         | 大宙征基           | 藤本義孝              | 吉田肇、丹羽恭利 Seo Jeong Ha、Kang Hyeon Guk     | 萩原しょう子          |
| 第12話             | ハナビ             | 坪田文             | 辻初樹             | 藤本義孝              | 九鬼朱、佐野陽子、木下由美子                      | 郷津春奈              |
| セカンドシーズン   |                    |                    |                    |                       |                                                   |                       |
| 第13話             | スキ・キス・キス!? | 坪田文             | 大原実             | 中川聡                | 本田隆、岡田絵里香、中山裕美                      | 池田裕治              |
| 第14話             | ライバル           | 早坂律子           | 山田浩之           | 藤本義孝              | 吉田肇、丹羽恭利 Seo Sun-young                    | 萩原しょう子          |
| 第15話             | ヤクソク           | 佐々木なふみ       | 川崎逸朗           | 関田修                | 飯飼一幸、桜井木の実、林隆祥                      | 郷津春奈              |
| 第16話             | ココロ             | 赤尾でこ           | 羽原久美子         | いわたかずや 小高義規 | 柳瀬譲二、野口啓生、福元敬子 田中穣、たなかれい   | 池田裕治              |
| 第17話             | アメアガリ         | 坪田文             | 藤本義孝           | 藤本義孝              | 吉田肇、丹羽恭利 Song Hyun joo、Park Gay young    | 萩原しょう子          |
| 第18話             | バランス           | 佐々木なふみ       | 大宙征基           | 高橋雅和              | 兒玉ひかる、小島えり、桑原直子                    | 本田隆 郷津春奈       |
| 第19話             | カタオモイ         | 有賀ひかる         | 大原実             | 中川聡                | 宍戸久美子、岡田絵里香                            | 池田裕治              |
| 第20話             | オトナ             | 有賀ひかる         | 大宙征基           | 藤本義孝              | 吉田肇、丹羽恭利 Song Hyun joo、Park Gay young    | 萩原しょう子          |
| 第21話             | シュウガクリョコウ | 赤尾でこ           | 大原実             | トヤマソウ            | 九鬼朱                                            | 本田隆 中山裕美       |
| 第22話             | バイバイ           | 坪田文             | いわたかずや       | いわたかずや          | 田中穣、たなかれい、福元敬子                      | 池田裕治              |
| 第23話             | エイエン           | 坪田文             | 羽原久美子         | 羽原久美子            | 兒玉ひかる、小島えり、新村杏子                    | 本田隆                |
| 第24話             | ダイスキ           | 坪田文             | 大宙征基           | 中川聡                | 宍戸久美子、岡田絵里香 九鬼朱、中山裕美           | 萩原しょう子 池田裕治 |

### 放送局
| 放送期間                | 放送時間           | 放送局       | 対象地域 | 備考                              |
| ----------------------- | ------------------ | ------------ | -------- | --------------------------------- |
| 2016年4月4日 - 6月20日  | 月曜 19:30 - 20:00 | TOKYO MX     | 東京都   | 製作委員会参加 / リピート放送あり |
|                         | 月曜 21:00 - 21:30 | AT-X         | 日本全域 | 製作委員会参加 / リピート放送あり |
| 2016年4月5日 - 6月21日  | 火曜 17:25 - 17:55 | テレビ愛知   | 愛知県   | 「トワイライト☆アニメ」枠         |
| 2016年4月6日 - 6月22日  | 水曜 17:25 - 17:55 | TVQ九州放送  | 福岡県   |                                   |
| 2016年4月9日 - 6月24日  | 土曜 7:30 - 8:00   | サンテレビ   | 兵庫県   | 製作委員会参加                    |
| 2016年4月11日 - 6月27日 | 月曜 17:25 - 17:55 | テレビ北海道 | 北海道   |                                   |

| 配信期間               | 配信時間 | 配信サイト             | 備考               |
| ---------------------- | -------- | ---------------------- | ------------------ |
| 2016年4月4日 - 6月20日 |          | Amazonプライム・ビデオ | プライム会員は無料 |

| 放送期間                  | 放送時間           | 放送局       | 対象地域 | 備考                              |
| ------------------------- | ------------------ | ------------ | -------- | --------------------------------- |
| 2016年10月3日 - 12月19日  | 月曜 19:30 - 20:00 | TOKYO MX     | 東京都   | 製作委員会参加                    |
|                           | 月曜 21:00 - 21:30 | AT-X         | 日本全域 | 製作委員会参加 / リピート放送あり |
| 2016年10月4日 - 12月20日  | 火曜 17:25 - 17:55 | テレビ愛知   | 愛知県   | 『トワイライト☆アニメ』枠         |
| 2016年10月5日 - 12月21日  | 水曜 17:25 - 17:55 | TVQ九州放送  | 福岡県   |                                   |
| 2016年10月8日 - 12月24日  | 土曜 7:30 - 8:00   | サンテレビ   | 兵庫県   | 製作委員会参加                    |
| 2016年10月10日 - 12月26日 | 月曜 17:25 - 17:55 | テレビ北海道 | 北海道   |                                   |

| 配信期間     | 配信時間 | 配信サイト             | 備考               |
| ------------ | -------- | ---------------------- | ------------------ |
| 2016年10月 - |          | Amazonプライム・ビデオ | プライム会員は無料 |

### DVD
| 巻 | 発売日         | 収録話          | 規格品番   |
| -- | -------------- | --------------- | ---------- |
| 1  | 2016年11月30日 | 第1話 - 第12話  | 1000620480 |
| 2  | 2017年2月22日  | 第13話 - 第24話 | 1000620481 |

### サウンドトラック
| TOKYO MX 月曜 19:30 - 20:00枠                      | TOKYO MX 月曜 19:30 - 20:00枠                                                                                    | TOKYO MX 月曜 19:30 - 20:00枠                    |
| 前番組                                             | 番組名 | 次番組                                           |
| -------------------------------------------------- | --- | ------------------------------------------------ |
| てんとう虫の歌（実質再放送） 【水曜19:30枠に移動】 | 12歳。〜ちっちゃなムネのトキメキ〜 （製作委員会参加） （1st（本→再放送）→2nd（本→再放送）→1st再放送→2nd再放送）  | マーベル フューチャー・アベンジャーズ            |
| サンテレビ 土曜 7:30 - 8:00枠                      | |                                                  |
| 四季の釣り（再放送） 【日曜6:00枠に移動】          | 12歳。〜ちっちゃなムネのトキメキ〜 （製作委員会参加） （1st（本→再放送）→2nd（本→再放送）） 【本作のみアニメ枠】 | 手づくり花づくりプラス〜目指せ!花メン 園芸男子〜 |

## ゲーム
12歳。〜ほんとのキモチ〜
『ちゃお』2014年8月号でゲームソフト化されることが発表された。ニンテンドー3DSにて、ハピネットより2014年12月18日に発売された。花日と結衣ともう一人の新たな人物の恋愛事情がその立場になって楽しめる。
同号では『ドーリィ♪カノン』のゲームソフト化も合わせて発表されている。
12歳。 〜恋するDiary〜
ハピネットより2016年8月4日に発売された。花日と結衣の7日間に渡る恋愛事情をそれぞれ立場になって楽しめる。
12歳。 〜とろけるパズル♥ふたりのハーモニー〜
ハピネットより2017年10月26日に発売された。

## 玩具
トキメキカレカノフォン
2016年10月29日にタカラトミーより発売。スマートフォン型の携帯端末風の玩具で、キャラクターとのメール交換や電話、ミニゲームを楽しめる。
うさパンダボイスメモ
声を録音したり、キャラたちのスペシャルボイスも聞ける。

## オリジナルドラマ
『ちゃお』の付録DVD「ちゃおちゃおTV」にて、2015年9月号に「花日編」、同年12月号に「結衣編」が収録。キャストは上述。

### スタッフ（ドラマ）
- 原作 - まいた菜穂
- 脚本 - 嶋田うれ葉
- 演出 - 池辺安智
- 技術プロデューサー - 市村雅彦
- 撮影 - 佐藤友孝、後藤継一郎
- 照明 - 椙浦明規
- 映像 - 阿部正美
- 音声 - 山根剛
- 録画 - 齋藤佑樹
- 編集 - 小泉義明
- 選曲・音響効果 - 竹嶋あゆみ
- 編集デスク - 溝口健志
- 美術プロデューサー - 宮崎保城
- 美術制作 - 一條学
- 装飾 - 山田孝太郎
- 衣装 - 吉近香織
- メイク - 蜂須賀佳代
- 美術デスク - 山下杉太郎
- 制作担当 - 福田春子
- 制作主任 - 小田切悠
- 撮影協力 - 三郷市、三郷市立早稲田小学校、三郷市立立花小学校
- 製作者 - 井上拓生、本間千恵、筒井清一（ちゃお編集部）
- 企画制作 - 千葉伸大、佐藤仁美、染矢都香（アミューズ）
- プロデュース - 貸川聡子、橋本芙美（共同テレビ）
- 制作協力 - 共同テレビ
- 制作 - アミューズ
- 製作著作 - 小学館

### 主題歌（ドラマ）
「boy friend♥」
作詞 - 森田里子、作曲、編曲 - 木下智哉
歌 - 綾瀬花日（田口乙葉）&蒼井結衣（山田杏奈）